# هاري نيلسن
هاري نيلسن (3 مايو 1995 - ) (بالإنجليزية: Harry Nielsen)‏ هو لاعب كريكت أسترالي. لعب مع فريق أستراليا 11 ‏ وفريق جنوب أستراليا للكريكت ‏ وAdelaide Strikers ‏.

## وصلات خارجية
- هاري نيلسن على موقع إي آس بي آن كريك إنفو (الإنجليزية)